# Hercostomus modestus
Hercostomus modestus är en tvåvingeart som först beskrevs av Meijere 1916.  Hercostomus modestus ingår i släktet Hercostomus och familjen styltflugor. Inga underarter finns listade i Catalogue of Life.